# Eugenia macrosperma
Eugenia macrosperma är en myrtenväxtart som beskrevs av Dc.. Eugenia macrosperma ingår i släktet Eugenia och familjen myrtenväxter. Inga underarter finns listade i Catalogue of Life.